# El Haj Thami El Goundafi
El Haj Thami El Goundafi (Arabisch: الحاج التهامي الكندافي) was een invloedrijke Marokkaanse bestuurder (caïd) en stamleider van de Aït Goundaf, een Amazighstam in het zuiden van Marokko. Hij speelde een prominente rol tijdens de overgang van het prekoloniale tijdperk naar het Franse protectoraat (1912–1956), met name in het gebied ten zuiden van Marrakesh en in het Hoge Atlasgebergte.

## Achtergrond
Thami El Goundafi behoorde tot de familie El Goundafi, die stamde uit de regio van de Aït Goundaf, in de westelijke Hoge Atlas. De familie bekleedde al generaties lang bestuurlijke macht in het gebied en trad op als vertegenwoordiger van de sultan in afgelegen gebieden waar de centrale overheid weinig directe invloed had.
Als caïd (lokale gezagsdrager) had Thami El Goundafi zeggenschap over lokale rechtspraak, belastinginning en ordehandhaving. Zijn macht was deels gebaseerd op stamstructuren, maar werd versterkt door samenwerking met de Franse koloniale autoriteiten vanaf 1912.

## Politieke rol tijdens het protectoraat
Met de komst van het Franse protectoraat in Marokko in 1912 werd El Goundafi opgenomen in het systeem van indirect bestuur, waarbij traditionele leiders erkend werden als tussenpersonen tussen de koloniale overheid en de lokale bevolking.
Hij kreeg van de Fransen militaire steun in ruil voor loyaliteit, en zijn autoriteit breidde zich uit over een aanzienlijk deel van het zuidelijke berggebied. In deze periode kwam hij in conflict met rivaliserende leiders, onder wie Thami El Glaoui, de invloedrijke pacha van Marrakesh. De rivaliteit tussen beide families draaide om territoriale controle en de gunst van de Franse administratie.

## Macht en rivaliteit
De rivaliteit tussen El Goundafi en El Glaoui bepaalde in belangrijke mate de politieke verhoudingen in het zuiden van Marokko. Hoewel El Goundafi aanzienlijke macht behield over zijn stamgebied, slaagde El Glaoui er uiteindelijk in om een bredere invloedssfeer te verwerven, mede door zijn nauwere band met de Fransen en zijn benoeming tot pacha van Marrakesh.

## Erfgoed
De naam El Goundafi leeft voort in onder meer de plaatsnaam Aït Goundaf, gelegen in de provincie Taroudant. In de regio zijn nog kasbahs (versterkte woningen) te vinden die aan hem of zijn familie worden toegeschreven. Deze bouwwerken getuigen van het politieke en materiële belang van de familie tijdens het protectoraat.